# Cesario II di Napoli
Cesario II di Napoli (fl. VIII secolo) è stato un generale bizantino fu duca di Napoli dal 706 al 711.